# Cabinet de transition uni de Biélorussie
Le Cabinet de transition uni de Biélorussie (en biélorusse : Аб’яднаны пераходны кабінет Беларусі, Abiadnany pierakhodny kabinet Bielaroussi) est un gouvernement en exil pour la Biélorussie formé en août 2022.

## Création
À la suite de l'élection présidentielle contestée de 2020 en Biélorussie, les forces d'opposition, dirigées par la candidate à la présidence Svetlana Tikhanovskaïa, forment un Conseil de coordination pour faciliter la transition démocratique du pays. Ses membres sont toutefois arrêtés ou, comme Tikhanovskaïa, contraints à l'exil lors des manifestations qui éclatent après les élections,.
À la suite de ces événements, plusieurs membres de l'opposition démocratique biélorusse en exil demandent à Tikhanovskaïa de former un gouvernement intérimaire uni : ce sera le Cabinet de transition uni, formé le 9 août 2022 lors d'une conférence de deux jours à Vilnius.

## Objectifs et lignes directrices
Les objectifs déclarés du Cabinet de transition uni sont les suivants:
- défendre l'indépendance et la souveraineté de la république de Biélorussie, représenter les intérêts nationaux de la Biélorussie ;
- procéder à la désoccupation de facto de la Biélorussie ;
- rétablir la légalité constitutionnelle et l'État de droit ;
- élaborer et mettre en œuvre des mesures pour contrecarrer le maintien illégal du pouvoir, assurer le passage de la dictature à la démocratie et créer les conditions d'élections justes et libres ;
- développer et mettre en œuvre les solutions nécessaires pour garantir une transition démocratique en Biélorussie.

## Activités
En août 2022, les activités du Cabinet comprennent la préparation de documents juridiques pour définir ses structures, ses responsabilités, ses méthodes de prise de décision et la sélection de son personnel. Lors d'une réunion avec la présidente du Parlement européen, Roberta Metsola, Tikhanovskaïa annonce son intention de permettre au Cabinet de délivrer des passeports alternatifs aux Biélorusses en 2024.
Le Cabinet décerne aussi quelques récompenses :
- la Croix du bon voisinage (en biélorusse : Крыж добрасуседства Kryj dobrassoussiedstva ; en russe : Крест добрососедства, Krest dobrossossedstva), décernée à des personnalités exceptionnelles qui aident de manière significative la cause des Biélorusses (dont Roberta Metsola, Stefan Eriksson et Þórdís Gylfadóttir[4],[5],[6]) ;
- la Médaille de l'honneur et de la dignité, décernée à titre posthume aux familles des soldats biélorusses combattant pour l'Ukraine lors de son invasion par la Russie[7],[8].

## Réactions
Le 24 novembre 2022, le Parlement européen adopte une résolution saluant la formation du Cabinet de transition uni ,. En effet, l'Union européenne ne reconnaît pas la victoire revendiquée de Loukachenko à la présidentielle biélorusse de 2020, dont elle considère les résultats comme falsifiés.
En revanche, certains dirigeants du mouvement démocratique en Biélorussie, notamment d'anciens candidats à la présidentielle, ne reconnaissent pas le Cabinet de transition uni. Leur principale justification est qu'en l'absence d'élections qui conféreraient à cet organe une légitimité démocratique, ses membres ne sauraient représenter le peuple biélorusse. Andreï Sannikov, candidat à la présidentielle de 2010, qualifie ainsi les membres du cabinet d'« imposteurs », tandis que Valéri Tsepkalo, candidat à la présidentielle de 2020, déclare considérer le bureau de Tikhanovskaïa, le Cabinet et le Conseil de coordination comme de « fausses structures », « nommées par une seule personne » : selon lui, le fait que le peuple biélorusse n'ait pas participé au choix de leurs membres rend infondée leur volonté de développer des programmes pour son devenir. Sannikov et Tsepkalo reprochent aussi à de nombreux membres du Cabinet d'être inconnus en Biélorussie.
Les autorités biélorusses, quant à elles, s'opposent frontalement au Cabinet : le 30 août 2022, le KGB biélorusse le déclare « groupe extrémiste », décision suivie quelques mois plus tard de l'inscription de la chaîne Telegram du Cabinet sur la « liste des contenus extrémistes ».

## Membres
La durée du mandat des membres du Cabinet est de six mois. Les membres du cabinet de transition sont les suivants:  
| Svetlana Tikhanovskaïa   |  | Directrice                                                  | Depuis le 9 avril 2022             |

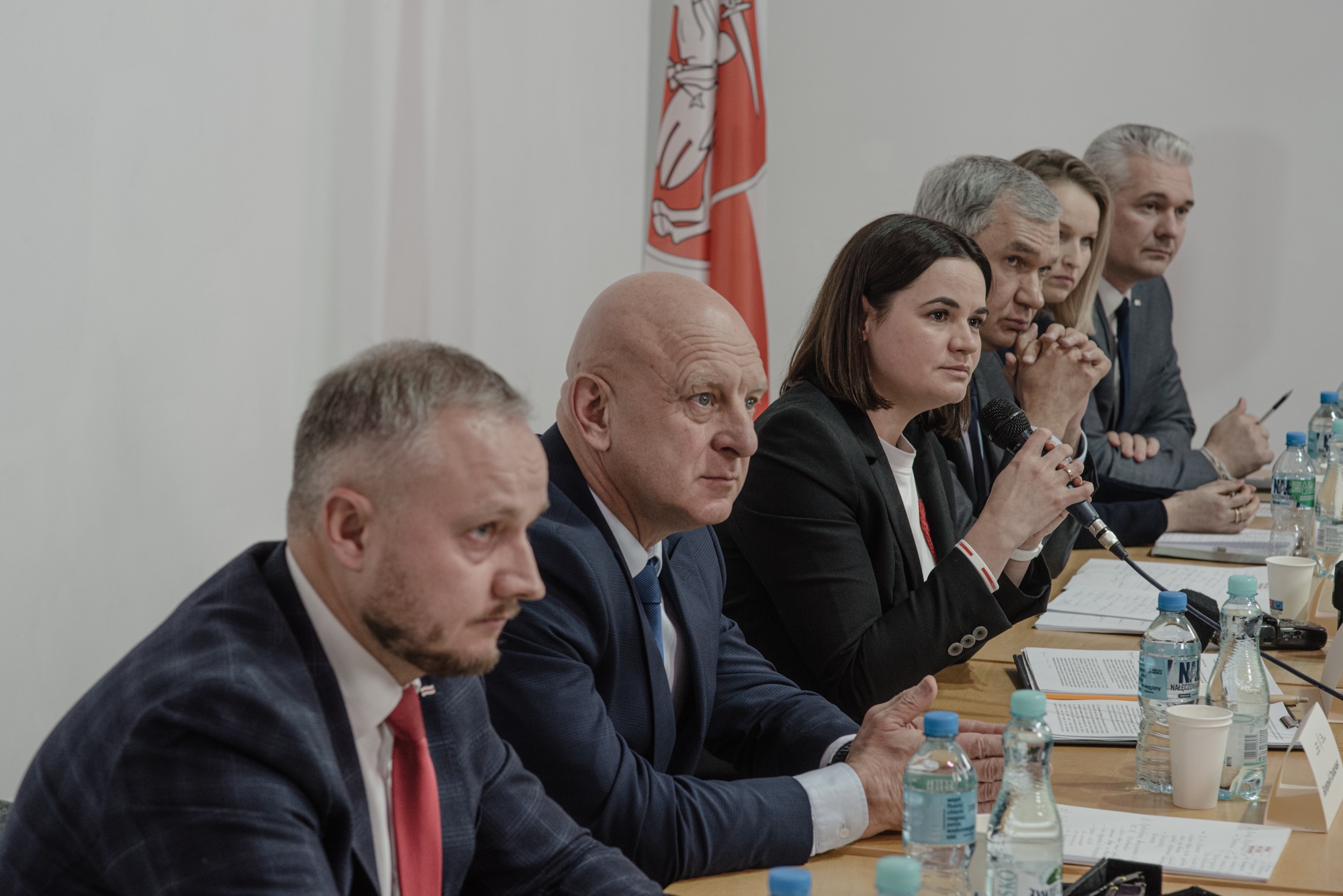
Svetlana Tikhanovskaïa et les représentants du Cabinet de transition uni lors d'une conférence de presse à Varsovie (2 décembre 2022).

| Pavel Latouchka          |  | Directeur adjoint Représentant pour le transfert du pouvoir | Depuis le 9 avril 2022             |
| Valeri Kovalevski (en)   |  | Chef adjoint Représentant pour les affaires étrangères      | Depuis le 9 avril 2022             |
| Alexandre Azarov (en)    |  | Représentant pour le maintien de l'ordre                    | 9 août 2022-6 août 2023            |
| Valéry Sakhachtchyk (en) |  | Représentant pour la défense et la sécurité nationale       | Depuis le 9 avril 2022             |
| Tatsiana Zaretskaïa      |  | Représentante pour les finances et l'économie               | 9 septembre 2022 - 2 novembre 2022 |
| Alina Kowchyk (en)       |  | Représentante pour le renouveau national                    | Depuis le 16 septembre 2022        |
| Volha Harbounova         |  | Représentante pour les affaires sociales                    | Depuis le 26 décembre 2022         |
| Ouladzimir Astapenka     |  | Représentant adjoint pour les affaires étrangères           | Depuis septembre 2022              |
| Artiom Proskalovitch     |  | Représentant adjoint pour les affaires juridiques           | Depuis le 14 novembre 2022         |
| Ioury Houbarevitch (ru)  |  | Représentant adjoint pour le personnel                      | Depuis le 14 novembre 2022         |
| Notes: 1.                |  |                                                             |                                    |

## Voir également
- Opposition en Biélorussie
- Conseil de coordination
- Rada de la République démocratique biélorusse